# گل مرداب
گل مرداب، یک مجموعه تلویزیونی محصول سال ۱۳۸۰–۱۳۸۱ به کارگردانی پرویز امیرافشاری،  و تهیه‌کنندگی آرمان زرین‌کوب می‌باشد، که از شبکه تهران پخش شد. این مجموعه در ۱۳ قسمت ۴۵ دقیقه‌ای تهیه شد.
سریالی با موضوع مواد مخدر

## بازیگران
- پویا امینی
- سیامک اشعریون
- سودابه میرکریمی
- سودابه احمدپناه
- علی منصوری
- شبنم قلی‌خانی
- آتوسا گودرزی
- رضا ایرانمنش
- بهار ارجمند
- رامین راستاد
- مهوش وقاری
- آزیتا لاچینی
- رضا فیض نوروزی
- سیامک اطلسی
- رامسین کبریتی
- فرنوش آل‌احمد
- مرتضی ضرابی
- گیتی معینی
- نرگس صفدریان
- سحر غمخوار
- تورج فرامرزیان
- سعید نورالهی